# Кубок Північної Македонії з футболу 2019—2020
Кубок Північної Македонії з футболу 2019–2020 — 28-й розіграш кубкового футбольного турніру в Македонії. Титул захищає Академія Пандєва. У зв'язку з Пандемією COVID-19 4 червня 2020 року Футбольна федерація Північної Македонії вирішила припинити проведення турніру. Переможець визначений не був.

## Календар
| Раунд        | Дата                          | Матчі | Клуби   |
| ------------ | ----------------------------- | ----- | ------- |
| Перший раунд | 19-28 серпня 2019             | 14    | 30 → 16 |
| 1/8 фіналу   | 25 вересня/30-31 жовтня 2019  | 16    | 16 → 8  |
| 1/4 фіналу   | 4 грудня 2019/ 4 березня 2020 | 8     | 8 → 4   |
| 1/2 фіналу   |                               | 4     | 4 → 2   |
| Фінал        |                               | 1     | 2 → 1   |

## Перший раунд
| Команда 1          | Рахунок      | Команда 2       |
| ------------------ | ------------ | --------------- |
| 19 серпня 2019     |              |                 |
| Ново (3)           | 0:22         | Брегальниця (2) |
| 20 серпня 2019     |              |                 |
| Люботен (3)        | 1:5          | Тиквеш (2)      |
| Кіт-Го Пехчево (2) | 1:1 пен. 4:5 | Пелістер (2)    |
| 21 серпня 2019     |              |                 |
| Охрид (2)          | 1:1 пен. 5:4 | Беласиця (2)    |
| Фортуна (3)        | 0:4          | Сілекс          |
| Кожуф (2)          | 3:3 пен. 5:6 | Ренова          |
| Краварі (3)        | 1:4          | Лабунішта (2)   |
| Тетекс (3)         | 1:5          | Шкупі           |
| Локомотива (3)     | 1:5          | Струга          |
| Влазрімі 77 (2)    | 0:4          | Работнічкі      |
| Превалец (3)       | 0:4          | Борец           |
| Осогово (2)        | 1:0          | Побєда (2)      |
| Гостивар (2)       | 1:4          | Шкендія         |
| 28 серпня 2019     |              |                 |
| Саса (2)           | 0:5          | Вардар          |

## 1/8 фіналу
| Команда 1                 | Заг.    | Команда 2               | 1-й матч | 2-й матч |
| ------------------------- | ------- | ----------------------- | -------- | -------- |
| 25 вересня/30 жовтня 2019 |         |                         |          |          |
| Академія Пандєва          | 7:1     | Осогово (2)             | 3:0      | 4:1      |
| Брегальниця (2)           | 1:0     | Македонія Гьорче Петров | 1:0      | 0:0      |
| Шкупі                     | 1:1 (ч) | Сілекс                  | 0:0      | 1:1      |
| Пелістер (2)              | 1:4     | Работнічкі              | 1:1      | 0:4      |
| Лабунішта (2)             | 5:2     | Охрид (2)               | 2:0      | 3:2      |
| Борец                     | 0:1     | Струга                  | 0:0      | 0:1      |
| Вардар                    | 2:3     | Шкендія                 | 2:2      | 0:1      |
| 25 вересня/31 жовтня 2019 |         |                         |          |          |
| Тиквеш (2)                | 1:3     | Ренова                  | 0:2      | 1:1      |

## 1/4 фіналу
| Команда 1                    | Заг.    | Команда 2        | 1-й матч | 2-й матч |
| ---------------------------- | ------- | ---------------- | -------- | -------- |
| 4 грудня 2019/4 березня 2020 |         |                  |          |          |
| Брегальниця (2)              | 5:1     | Лабунішта (2)    | 1:0      | 4:1      |
| Шкупі                        | 1:2     | Академія Пандєва | 0:1      | 1:1      |
| Шкендія                      | 3:3 (ч) | Работнічкі       | 1:1      | 2:2      |
| Струга                       | 2:1     | Ренова           | 0:0      | 2:1      |